# Putchu Guinadji

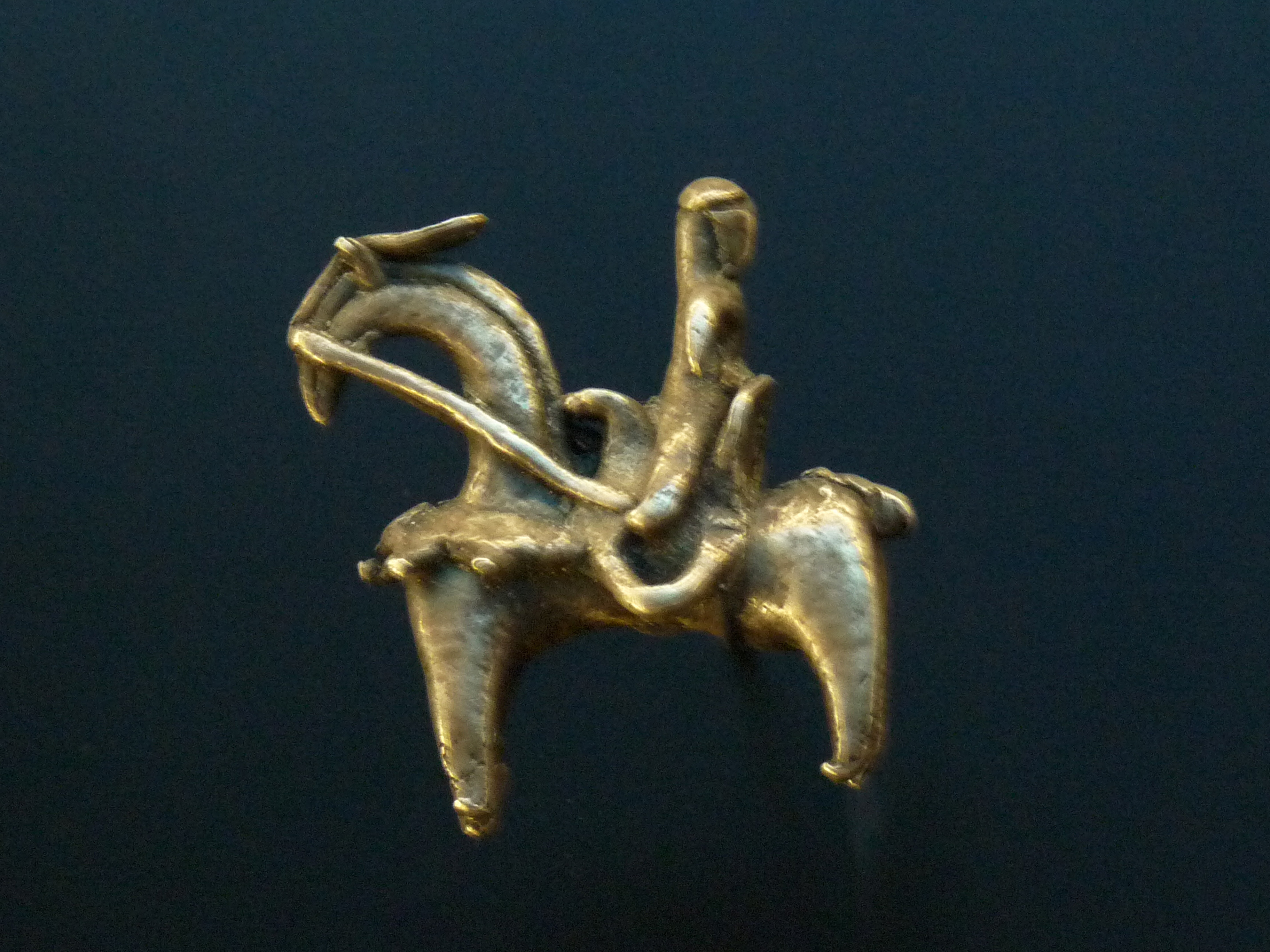
Putchu Guinadji exposé au musée du quai Branly.

Un Putchu Guinadji, ou cavalier Kotoko, est un talisman et un objet d'art africain traditionnel, de petite taille, fabriqué dans du métal, et représentant un cavalier sur sa monture. Cet objet est typique de l'ethnie Kotoko, établie dans le bassin du lac Tchad. Il est notamment fabriqué à Maroua, dans le Nord du Cameroun.
Il est utilisé pour prévenir et soigner la possession, la folie et la démence.

## Dénomination
Putchu Guinadji signifie « chevaux de la folie ». Cet objet est également nommé « Cavalier Kotoko ».

## Description
Un Putchu Guinadji est réalisé à partir de métal, en bronze, en argent ou en cuivre ; les cavaliers de bronze sont les plus nombreux. L'étain ou le fer peuvent aussi être utilisés. L'apparence du Putchu Guinadji varie selon le forgeron qui le fabrique, chaque village Kotoko ayant son propre style d'objet.
Le Putchu Guinadji revêt une valeur symbolique : le cheval représente l'esprit de la personne possédée, le cavalier symbolisant l'esprit qui la possède. Ce dernier est généralement dépeint sans traits de visage distinctifs, et entouré de bandelettes ; il porte des accessoires tels qu'un sabre ou un fusil, ou encore des éléments symboliques tels qu'un crocodile.

## Usage
Ces objets sont connus depuis longtemps par les amateurs d'art africain traditionnel, mais leur fonction et leur usage sont restés inconnus jusqu'à une collecte de terrain entreprise pour une exposition d'art africain, en 2007. 
Les Putchu Guinadji sont utilisés comme remède et comme talisman pour lutter contre la possession et la démence, par les Kotokos, les Foulbés, les Guizigas, les Kanouris, les Mafas et les Massas. Une personne susceptible d'être possédée par un esprit mauvais doit ainsi porter son Putchu Guinadji en permanence, généralement jusqu'à guérison ou jusqu'à son décès. Le port sur plusieurs années donne une patine très appréciée des amateurs d'art. 
Les Putchu Guinadji se trouvent sur les marchés d'artisanat africains, mais l'intérêt des collectionneurs a entraîné la circulation de faux.
L'avocat français Emmanuel Pierrat explique avoir acquis un Putchu Guinadji comme porte-bonheur au Tchad en 2011 ; l'objet était caché dans un sac de cuir suspendu au cou : il l'a porté durant la campagne des élections du conseil de l'ordre du barreau de Paris.

## Collections et expositions
Le Dr Pierluigi Peroni, collectionneur d'objets d'art africains, dispose d'un grand nombre de Putchu Guinadji.
En 2007, la Société des amateurs de l'art africain (SAAA) organise, à la mairie du 6e arrondissement de Paris, une exposition consacrée au « Cheval et cavalier dans l’Afrique noire », dans laquelle sont exposés des cavaliers Kotoko,.